# 야코블레프 Yak-40
야코블레프 Yak-40(러시아어: Яковлев Як-40 야코블레프 야크 소로크[*])는 야코블레프가 개발한 소형 3발 제트 여객기이다. 1966년에 초도 비행을 하였으며, 1967년부터 1981년까지 생산되었다.

## 제원
- 승무원: 3(조종사 2, 항공기관사 1)
- 승객 정원: 32명
- 적재 중량: 3240 kg
- 전장: 20.36 m
- 전고: 6.5 m
- 날개 폭: 25.0 m
- 날개 면적: 70.0 m2
- 공하중: 13,750 kg
- 전비중량: 17,265 kg
- 최대 이륙 중량: 17,200 kg
- 내부 연료 탱크 용량: 6000 kg
- 주 엔진: 이브첸코 AI-25 터보팬 3기, 각 14.7 kN
- 보조 동력 장치: 이브첸코 AI-9 1기

## 같이 보기
- 야코블레프 Yak-42
- 포커 70